# 字游工房
有限会社字游工房（じゆうこうぼう、英: JIYUKOBO Ltd.）は、東京都新宿区下宮比町に本社を置く書体デザインなどを手がける企業。モリサワの完全子会社。「游明朝体」「游ゴシック体」などのフォントで知られる。

## 概要
写真植字最大手の写研の社員であった鈴木勉、鳥海修、片田啓一の3人が独立し、1989年9月に東京都渋谷区恵比寿に設立した会社である。
設立から1998年に死去するまで鈴木が代表取締役を務めた。鳥海が後を継ぎ、2019年3月に字游工房がモリサワの傘下に入った後、同月末をもって退任した。
社名は当初、自由に文字を作りたいという思いを込めて「字遊工房」とすることに一旦は決めたが、公証役場に申請書類を提出しに行く途中でギャラリーの名に「游」の字を見つけ「字游工房」に決めたという。
2025年11月1日付でモリサワに吸収合併される予定である。

## 代表的な製品
- 千都フォントライブラリー
  - ヒラギノ （SCREENホールディングスグループが販売）[6]
- 游書体ライブラリー
  - 游明朝体[7]
  - 游ゴシック体[8]
  - 游教科書体 （教科書出版最大手の東京書籍と共同開発）[9]